# Gymnogramma maritima
Gymnogramma maritima là một loài dương xỉ trong họ Pteridaceae. Loài này được Bory, Salom mô tả khoa học đầu tiên năm 1883.
Danh pháp khoa học của loài này chưa được làm sáng tỏ. 